# Анолисови
Анолисови (Dactyloidae) е семейство влечуги от разред Люспести (Squamata).
Включва над 400 вида гущери, разпространени главно в тропическите области на Америка. В миналото често е причислявано към семейство Дългокраки игуани (Polychrotidae), но според съвременните генетични изследвания между двете групи няма близко родство.

## Родове
Семейство Анолисови включва 8 обособени монофилетични клона, които някои автори разглеждат като самостоятелни родове, а други – като части от един общ род Anolis.
Семейство Dactyloidae – Анолисови
- Anolis – Анолиси
- Audantia
- Chamaelinorops
- Ctenonotus
- Dactyloa
- Deiroptyx
- Norops
- Xiphosurus